# Calvert City
Calvert City är en ort i Marshall County, Kentucky, USA. År 2000 hade orten 2 701 invånare. Den har enligt United States Census Bureau en area på 36,1 km², varav 0,1 km² är vatten.